# Lystighed uden for Roms mure på en oktoberaften
Lystighed uden for Roms mure på en oktoberaften er et oliemaleri fra 1839 af den danske guldaldermaler Wilhelm Marstrand. Maleriet er udstillet på Thorvaldsens Museum i København.

## Motiv og baggrund
Lystighed uden for Roms mure på en oktoberaften viser en scene fra en folkefest i Rom. Billedet er fuldt af livagtige detaljer. Marstrand lod sig beruse af den italienske livsstil, noget som tydelig genspejler sig i malerier, som er hans hovedværk fra den første italiensrejse.
Til forberedelse til billedet udførte Marstrand en del udkast og studier af mennesker og situationer. Marstrand havde søgt et stipendium fra Fonden ad usus publicos for at få midler til en europarejse. Den fik han mulighed for i 1836. Som mange andre besøgte han på sine rejser Bertel Thorvaldsen i Rom. Og i maleriet ligger også flere hilsener til billedhuggeren. Kvinden til højre ser op mod manden med fakkelen på samme måde som på Thorvaldsens relief Dagen. Og helt yderst til venstre: en mand og en kvinde som hver bærer et barn; i baggrunden skimtes ugler på bymuren. Det er hentydninger til Thorvaldsens relief Natten. Bertel Thorvaldsen blev da også stærkt begejstret for maleriet og købte det til sin samling.